# Mon Rooses
Raymond (Mon) Rooses (Antwerpen, 6 juli 1929 – Edegem, 26 september 2017) was een Belgische syndicalist.

## Levensloop
Rooses begon zijn syndicale carrière tijdens de grote staking van 1960-'61 als provinciaal secretaris van ACOD Onderwijs in Antwerpen. Ook was hij gemeenteraadslid van 1965 tot 1976 voor de BSP te Edegem.
In 1974 werd hij algemeen secretaris van het ACOD en in 1982 ondervoorzitter van deze vakcentrale, een functie die hij uitoefende tot 1988. Vanuit deze hoedanigheid speelde hij een belangrijke rol in de oprichting van de intergewestelijke structuur van het ACOD. Daarnaast voerde hij onder meer strijd tegen de besparingen van de regeringen Martens-Gol V, VI en VII.